# St. Michael (Wüstensachsen)

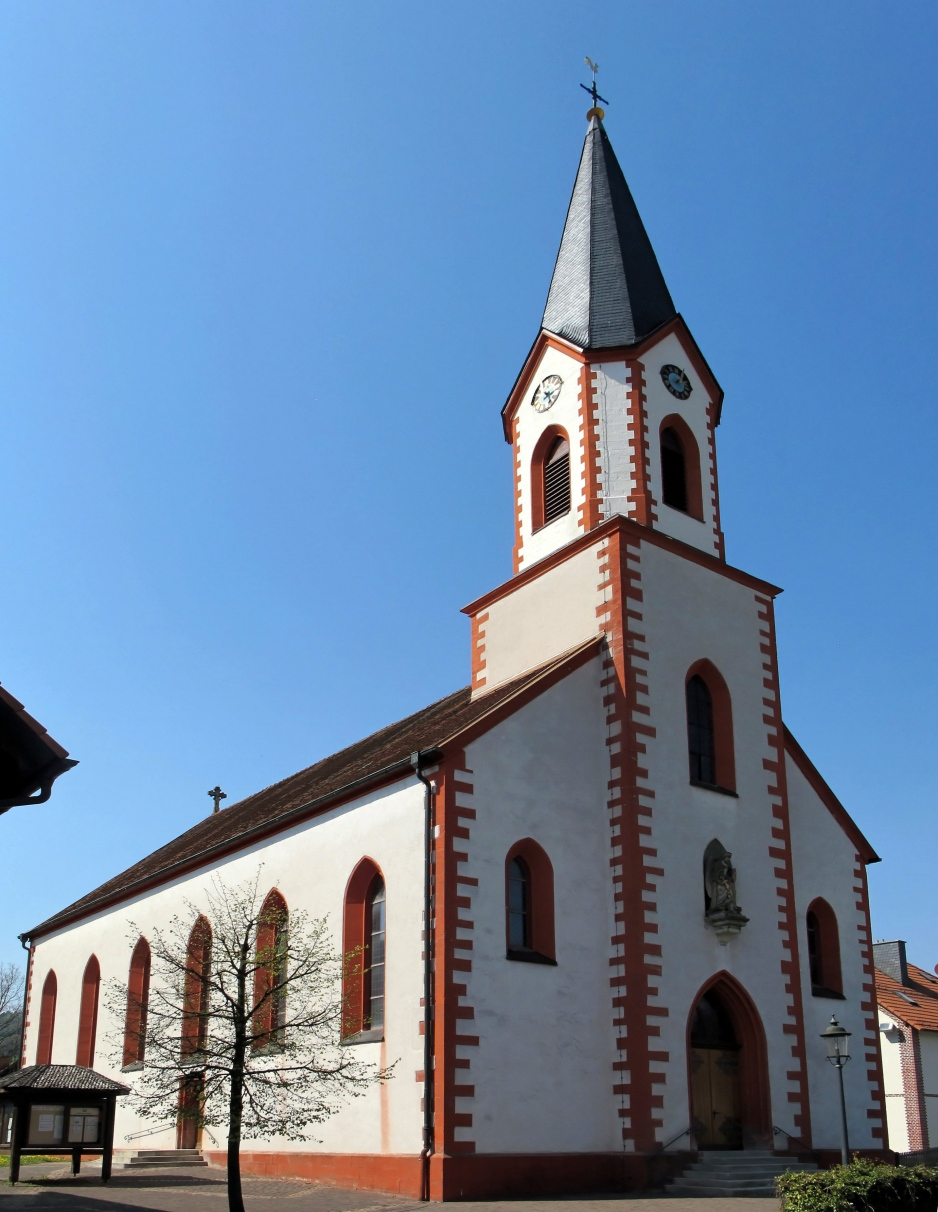
St. Michael (Wüstensachsen)

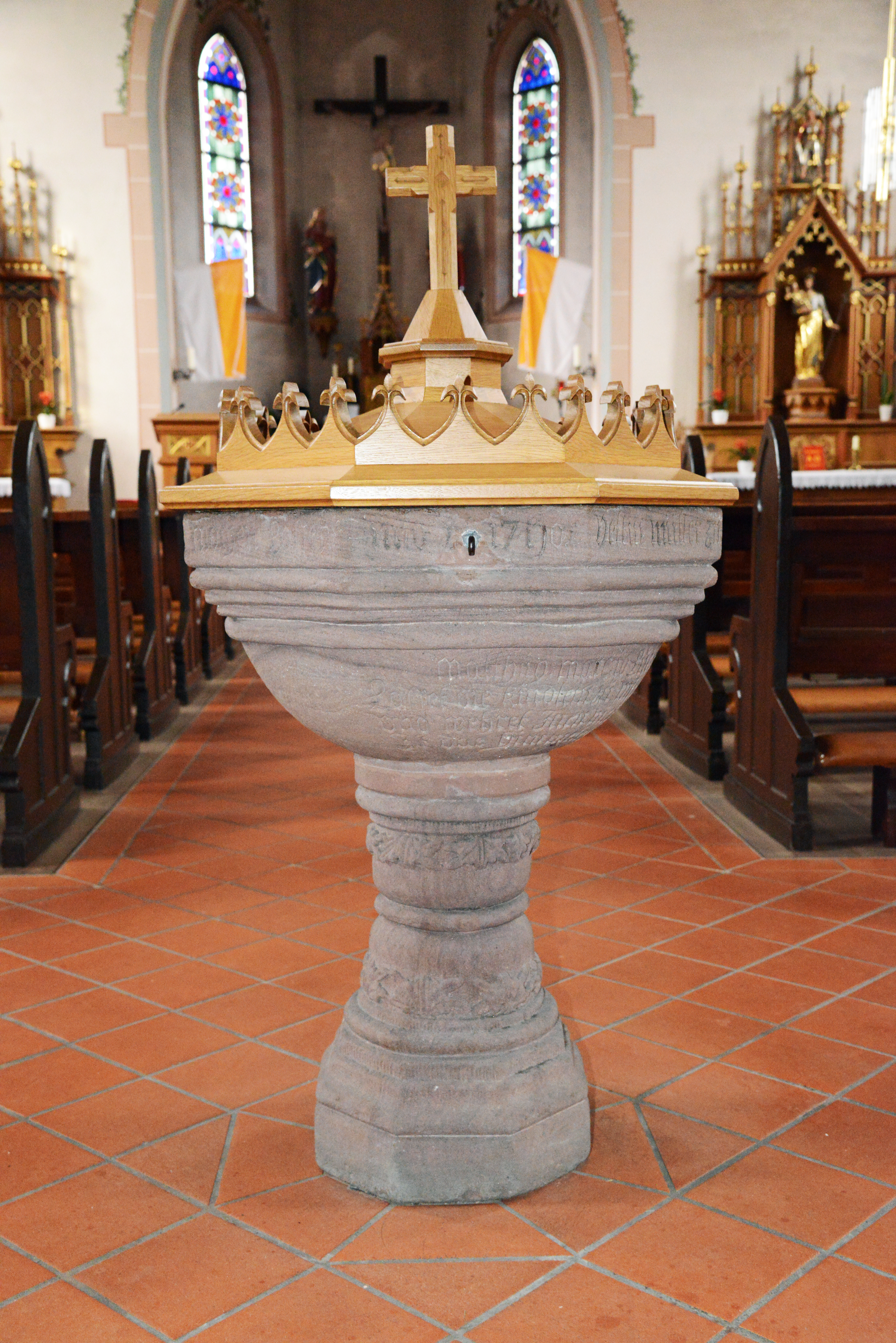
Taufbecken St. Michael Wuestensachsen von 1717.

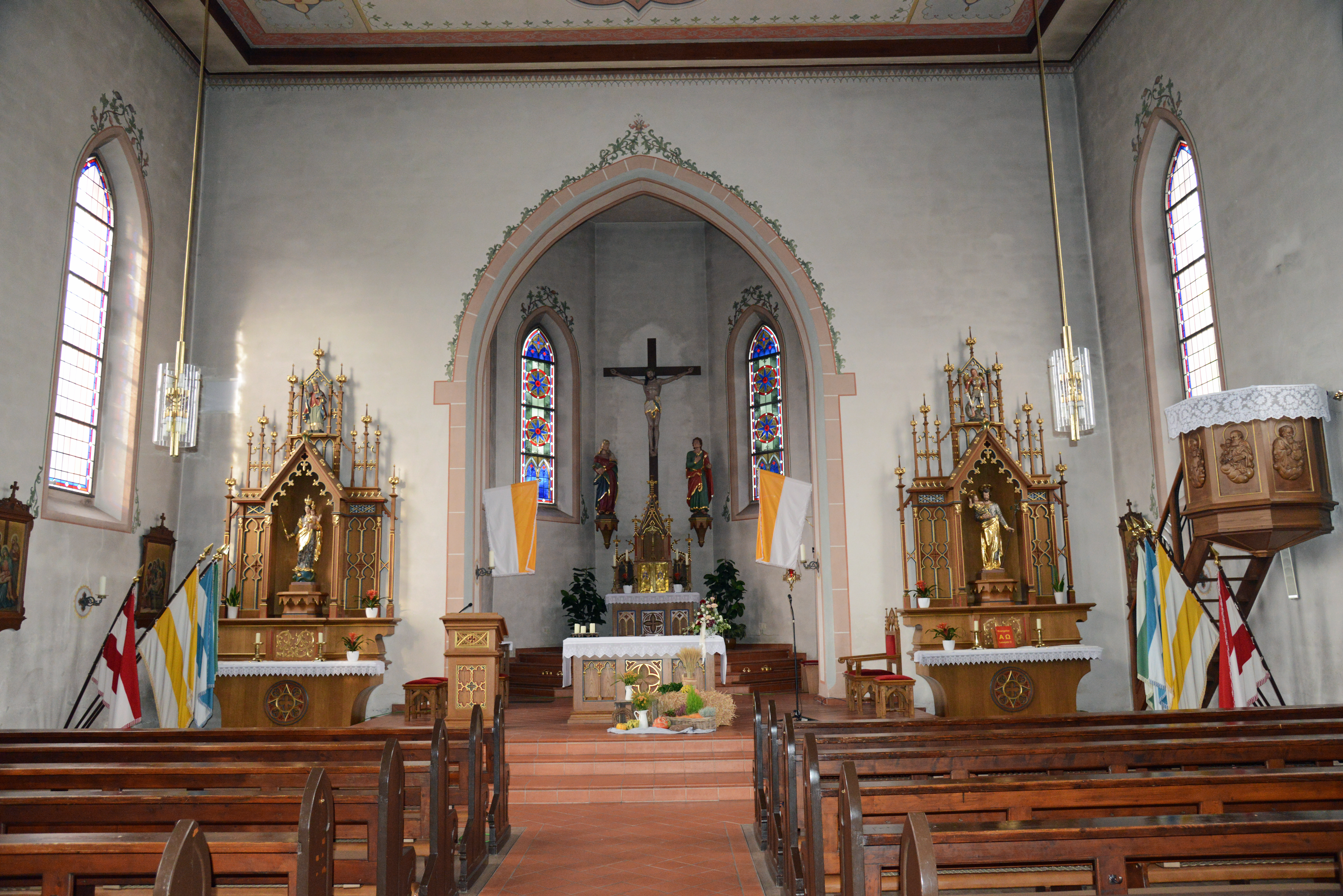
Innenraum St. Michael Wuestensachsen.

Die römisch-katholische, denkmalgeschützte Pfarrkirche St. Michael steht im Ortsteil Wüstensachsen der Gemeinde Ehrenberg (Rhön) im Landkreis Fulda in Hessen. Sie gehört zur gleichnamigen Pfarrgemeinde im Pastoralverbund St. Michael Hohe Rhön im Dekanat Rhön des Bistums Fulda.

## Beschreibung
Die neugotische Saalkirche mit einem Kirchenschiff aus sechs Jochen, einer fünfseitigen Apsis im Westen und einem eingestellten Fassadenturm im Osten wurde 1851/52 nach einem Entwurf des Baumeisters Mack errichtet. Über dem spitzbogigen Portal im Westen befindet sich eine Wandnische, in der eine Statue des Erzengels Michael steht. Der quadratische Turm hat einen achteckigen Aufsatz, der die Turmuhr und hinter den Klangarkaden den Glockenstuhl und beherbergt. Darauf sitzt ein achtseitiger, schiefergedeckter, spitzer Helm.

Der Innenraum hat besitzt eine flache Holzdecke. In der Apsis findet sich eine große holzgeschnitzte Kreuzigungsgruppe von Enders (Wüstensachsen), die Madonna ist von Josef Walburg (Wüstensachsen). Von Enders stammen auch die Kanzel und das Missionskreuz. Der Kreuzweg ist eine Arbeit von Happel (Wüstensachsen). Zwei Holzfiguren, St. Bonifatius und Kilian, und die Figuren der Nebenaltäre stammen aus dem 19. Jahrhundert. Das schöne barocke Taufbecken von 1717 wurde von der Vorgängerkirche übernommen.  Es ist am Fuß reich profiliert und mit Blattornamenten versehen. Das flache runde Becken ist am oberen Rand sechseckig. Auf dem Beckenrand ist in barocken Buchstaben zu lesen:
„Anno 1717 hat Veltin Müller zu Wüsten Sachsen hat den Taufstein Aus gut willigkeit gott und dieser Kirchen zu Ehren machen lassen.“
Auf der Vorderseite des Beckens ist zu lesen: 
„Matth. 10 Marc. 10 Luc. 18 Laset die kindlein zu mir kommen und wehrt Inen nicht den solcher Ist das Himmelreich.“
Die erste Orgel mit 19 Registern, 2 Manualen und einem Pedal wurde 1910 von der Hey Orgelbau gebaut. Sie wurde 1957 durch eine neue Orgel mit 23 Registern desselben Orgelbauers ersetzt.